# Palacio de López

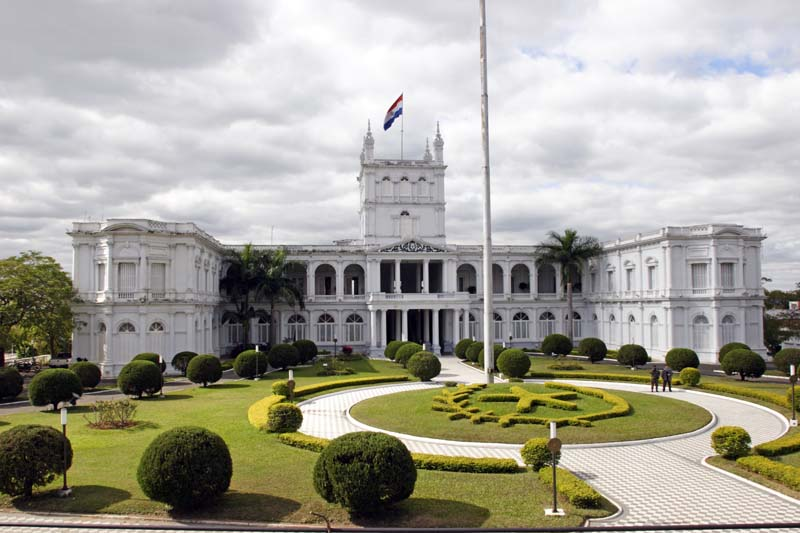
Palacio de López

Der Palacio de López ist der Regierungspalast und Amtssitz des Präsidenten von Paraguay. Er liegt an einer Bucht des Río Paraguay in der Hauptstadt Asunción, 1100 m von der Grenze zu Argentinien.

## Geschichte

Palacio de López nach dem Beschuss im Tripel-Allianz-Krieg

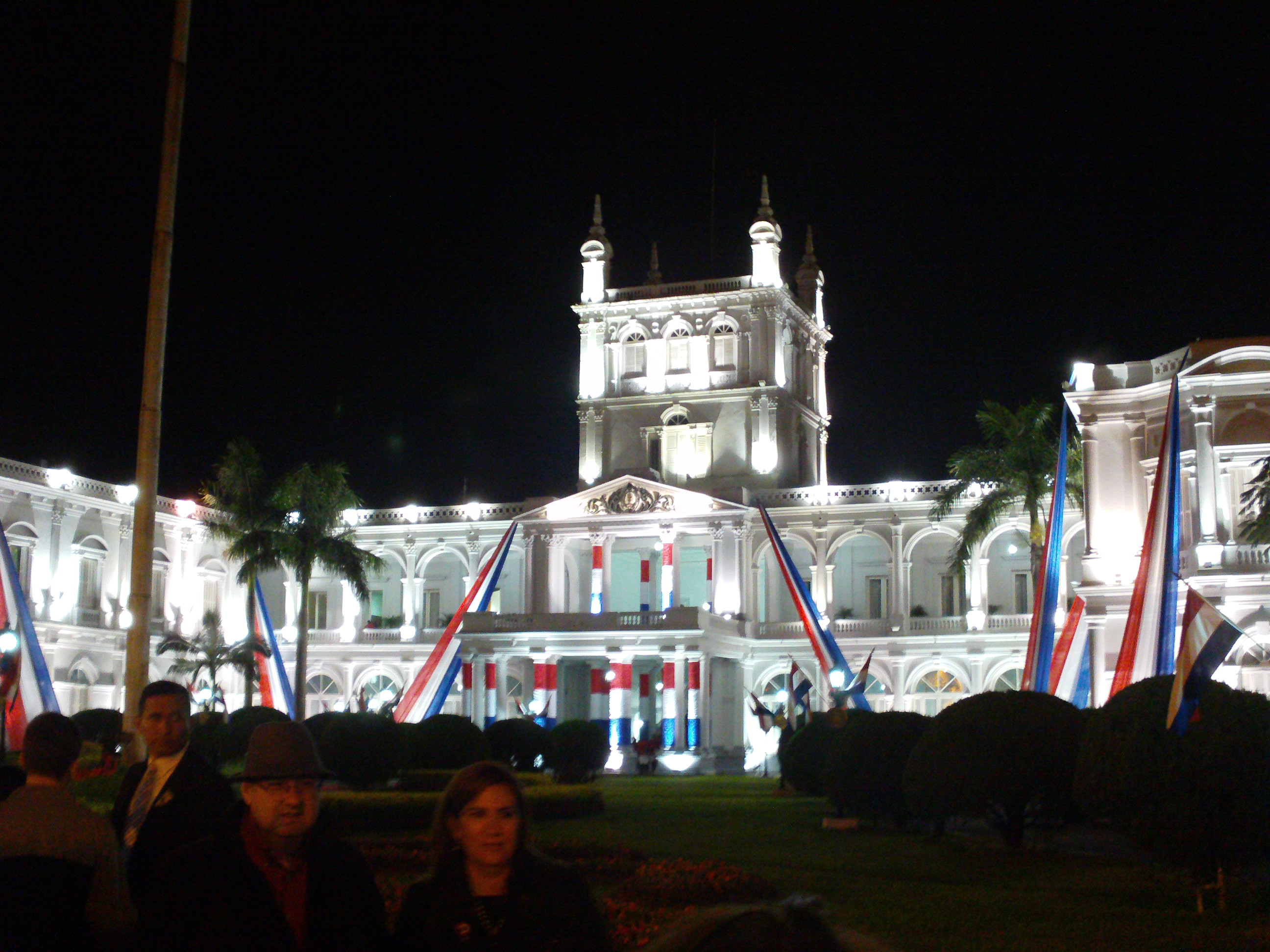
Palacio de López am 14. Mai 2011, dem 200-jährigen Unabhängigkeitstag

1857 gab General Francisco Solano López dem englischen Architekten Alonso Taylor den Auftrag, für ihn eine Residenz nach dem Stil europäischer Paläste zu errichten. Die ersten Pläne stammten bereits von dem österreich-ungarischen Ingenieur Franz Wisner von Morgenstern. Sie sollte auf dem Grundstück direkt am Río Paraguay entstehen, das López von seinem Patenonkel Don Lázaro Rojas erhalten hatte. Das Gebäude wurde 1867 fertiggestellt. Das meiste Baumaterial stammte aus der Umgebung, aber der Marmor und der Granit wurden aus Europa eingeführt. Bevor López einziehen konnte, musste er sich jedoch an die Front des Tripel-Allianz-Kriegs begeben, um seine Truppen zu leiten. Kurz darauf wurde sein Palast von den brasilianischen Truppen unter Beschuss genommen und schwer beschädigt. Anschließend haben ihn die feindlichen Truppen geplündert. Daraufhin wurde er von der paraguayischen Kavallerie als Pferdestall genutzt. Mit der Schaffung des Nationalheeres 1872 wurde das Gebäude aufgegeben. 1878 beschloss das Parlament, den Palast als Sitz des kurz zuvor geschaffenen Colegio Nacional de la Capital herrichten zu lassen. Der Beschluss wurde anschließend jedoch aufgrund zu hoher Kosten nicht umgesetzt.
1890 erklärte Präsident Juan Gualberto González das ehemals prunkvolle Bauwerk zum Nationalerbe und ordnete dessen Rekonstruktion an, um es als Regierungssitz zu nutzen. Nach dem Verkauf von staatlichem Grundbesitz 1883–1885 und der wirtschaftlichen Erholung des Landes waren nun ausreichend Finanzmittel vorhanden. Der rekonstruierte Palast wurde offiziell am 12. Oktober 1892 eingeweiht, dem 400. Jahrestag der Entdeckung Amerikas. González kam aber nicht mehr dazu, dort einzuziehen, er wurde 1894 abgesetzt. Erst als General Juan Bautista Egusquiza im selben Jahr an die Macht kam, erklärte er den Palast gleich am ersten Tag seines Amtsantritts zum Regierungssitz.
1990 wurde der Palast renoviert. Im oberen Stockwerk wurden alle Büros entfernt und im Westflügel ein großer Salon für offizielle Empfänge eingerichtet. Er wurde 1992 mit dem Besuch des spanischen Königspaars eingeweiht. 1995 ließ der erste aus freien, demokratischen Wahlen an die Macht gekommene Präsident Paraguays Juan Carlos Wasmosy im weitläufigen Garten einen 40 m hohen Mast mit der Staatsflagge aufstellen. Seit 2014 werden die Holzstrukturen wie Zwischengeschosse und Dachstühle des Palasts, insbesondere im Westflügel, durch eine Termitenplage bedroht.
Am 30. Dezember 2021 wurde der Palast durch ein schweres Unwetter stark beschädigt. Die Zinnen und Ornamente des zentralen Turms wurden durch ein herumfliegendes Metalldach zerstört. Auch die Wände und Gemälde im Inneren des Westflügels wurden durch eindringendes Wasser beschädigt. Bei der anschließenden Renovierung wurde der gesamte Kalkfußboden durch Carrara-Marmor ersetzt. Den ursprünglichen Marmorboden hatten brasilianische Truppen im 19. Jahrhundert als Kriegsbeute mitgenommen. Die Renovierung wurde im September 2023 abgeschlossen. Das Gebäude ist nun rosa gestrichen.
Der Palacio de López wurde erstmals 1899 auf einer paraguayischen 2-Pesos-Fuertes-Banknote abgebildet, aktuell auf der Rückseite der 5000-Guaraníes-Banknote.

## Sonderbeleuchtung
Nach dem Angriff der Hamas auf Israel 2023 wurde der Palast aus Solidarität mit Israel in der Nacht zum 11. Oktober 2023 mit dessen Nationalfarben beleuchtet. Am 28. März 2020 wurde er bereits mit den Farben der deutschen Flagge angestrahlt, d. h. mit Rot und Gold, als Zeichen der Solidarität mit Deutschland im Kampf gegen den Coronavirus. Die aus 100 Beleuchtungselementen bestehende Photovoltaikanlage war 2020 von der taiwanesischen Regierung gespendet worden.
Koordinaten: 25° 16′ 38″ S, 57° 38′ 23,3″ W